# David Markström
David Julius Markström, född 9 januari 1870 i Piteå församling, Norrbottens län, död 19 maj 1954 i Piteå stadsförsamling, var en svensk borgmästare.
Markström, som var son till förvaltare Kalle Markström och Clara Avander, avlade juridisk-filosofisk examen 1889 och blev juris utriusque kandidat vid Uppsala universitet 1895. Han var biträde åt lantdomare 1895–1907, advokat 1908–1910, brottmålsdomare i Norrbottens län 1911–1915, blev t.f. borgmästare i Piteå stad 1917 och var ordinarie borgmästare där 1920–1941. 
Markström var ordförande i gränsetullrätten i Norrbottens län från 1911, ledamot av Norrbottens läns landsting 1910–1919, av direktionen för Piteå hospital och asyl (Furunäsets sjukhus) från 1917, sekreterare från 1911, ordförande i stadsfullmäktige i Piteå 1913–1914, i direktionen för Piteå sparbank från 1924 och i styrelsen för Piteå samskola från 1926.